# مقاطعة كيت كارسون (كولورادو)
مقاطعة كيت كارسون (بالإنجليزية: Kit Carson County)‏ هي إحدى مقاطعات ولاية كولورادو في الولايات المتحدة الأمريكية. وقد سميت على الكشاف الأمريكي كيت كارسون.

## أعلام
- دنفر بايل